# 大村将弘
大村 将弘（おおむら まさひろ）は、日本のスーツアクター。

## 出演作品

### テレビ
- ウルトラシリーズ
  - ウルトラマン列伝（2011年 - 2013年）
    - ウルトラゼロファイト 第二部「輝きのゼロ」（2013年）
    - ウルトラマンギンガ（2013年）[1]

  - ウルトラマンオーブ（2016年） - ウルトラマンタロウ、ウルトラマンメビウス（25話）[要出典]
  - ウルトラマン ニュージェネレーションクロニクル（2019年）
  - ウルトラマンタイガ（2019年） - ウルトラマンロッソ ほか[2]
  - ウルトラマン クロニクルZ ヒーローズオデッセイ（2020年）[3]
  - ウルトラマントリガー NEW GENERATION TIGA（2021年） - アブソリュートディアボロ（14話）
  - ウルトラマンオメガ（2025年） - ドグリド（2話）

### 映画
- ウルトラマンギンガ 劇場スペシャル ウルトラ怪獣☆ヒーロー大乱戦!（2014年）
- 劇場版 ウルトラマンX きたぞ!われらのウルトラマン（2016年）
- 劇場版 ウルトラマンオーブ 絆の力、おかりします!（2017年） - ウルトラマンビクトリー
- 劇場版 ウルトラマンタイガ ニュージェネクライマックス（2020年） - ウルトラマンロッソ
- ウルトラマントリガー エピソードZ（2022年） - ウルトラマンゼット

### DVD
- ウルトラ銀河伝説外伝 ウルトラマンゼロVSダークロプスゼロ（2010年）
- グリッドナイトファイト（2021年） - ダイナゼノン[4]
- ウルトラヒーローズExpo2020ニューイヤーズフェスティバルin東京ドームシティ（2020年） - ウルトラダークキラー

### WEB配信
- ウルトラマンオーブ THE ORIGIN SAGA（2016年） - ウルトラマンガイア[要出典]
- 怪獣人形劇 ゴジばん (2019年)[5]
- ウルトラギャラクシーファイト
  - ウルトラギャラクシーファイト ニュージェネレーションヒーローズ（2019年）
  - ウルトラギャラクシーファイト 大いなる陰謀（2020年 ‐ 2021年）
  - ウルトラギャラクシーファイト 運命の衝突（2022年）
- ウルトラマンレグロス（2023年） - ディアス
- ウルトラマンレグロス ファーストミッション（2023年）